# Ariane (serie de rachete)

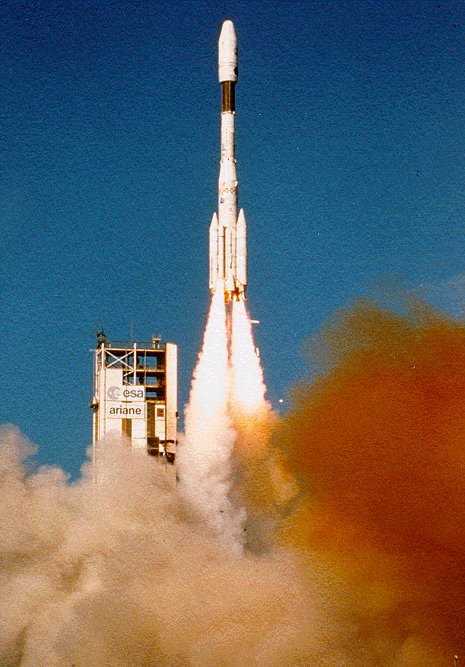
Prima lansare din serie, racheta Ariane 4, de la Kourou pe 14 iunie 1988

Ariane este o serie de vehicule de lansare expandabile europene destinate lansărilor spațiale. Numele provine din traducerea franceză a numelui personajul mitologic Ariadna. Franța a a venit pentru prima dată cu propunerea proiectului „Ariane” ajungând la un acord oficial, la sfârșitul anului 1973, după discuții între Franța, Germania și Marea Britanie. Proiectul a fost a doua încercare a Europei de Vest de a-și dezvolta propriul lansator de vehicule spațiale, după proiectul eșuat Europa. Proiectul Ariane a primit numele de cod L3S (abreviere franceză pentru a treia generație de lansator de substituție).
Agenția Spațială Europeană (ESA) a însărcinat EADS filială a Astrium, în prezent Airbus Defence and Space, cu dezvoltarea de toate lansatoarele Ariane și a construirii facilităților de testare a acestora, în timp ce Arianespace, deținută în proporție de 32.5% de CNES (agenția spațială a guvernului francez) reprezintă filiala comercială, creată în 1980, se ocupă de producție, marketing și operațiuni. Arianespace își lansează rachetele de la Centrul Spațial Kourou, din Guyana franceză.

## Versiuni

Modelele celor două variante de Ariane 6 planificate, A62 (stînga) și A64 (dreapta)

| Vehicul  | Lansări succese / total                            | Variante                     | Încărcătură utilă către GTO (orbita de transfer geosincronă) | Încărcătură utilă către LEO (orbita terestră joasă) | Înălțime | Masă               | Trepte |
| -------- | -------------------------------------------------- | ---------------------------- | ------------------------------------------------------------ | --------------------------------------------------- | -------- | ------------------ | ------ |
| Ariane 1 | 9 / 11                                             | -                            | 1,850 kg                                                     | -                                                   | 47.46 m  | 211,500 kg         | 3      |
| Ariane 2 | 5 / 6                                              | -                            | 2,180 kg                                                     | -                                                   | 49.13 m  | 220,950 kg         | 3      |
| Ariane 3 | 10 / 11                                            | -                            | 2,700 kg                                                     | -                                                   | 49.13 m  | 234,000 kg         | 3      |
| Ariane 4 | 113 / 116                                          | 40, 42P, 42L, 44P, 44LP, 44L | 2,000–4,300 kg                                               | 5,000–7,600 kg                                      | 58.72 m  | 240,000–470,000 kg | 3      |
| Ariane 5 | 98 / 103 (pînă în februarie 2019)                  | G, G+, GS, ECA               | 6,950–10,500 kg                                              | 16,000–21,000 kg                                    | 46–52 m  | 720,000–780,000 kg | 2      |
| Ariane 6 | În fază de dezvoltare, lansare planificată în 2022 | 62, 64                       | 5,000–10,500 kg                                              | 7,000–20,000 kg                                     | ~63 m    | 500,000–900,000 kg | 2      |